# Tobelbach (Stehenbach)
Der Tobelbach ist ein über 13 km langer Fluss in Baden-Württemberg im Landkreis Biberach und im Alb-Donau-Kreis. Er fließt in nordöstlicher Richtung und mündet im Gebiet der Gemeinde Rottenacker von links in den unteren Stehenbach, kurz vor dessen eigener Mündung in die Donau.

## Geographie

### Verlauf
Der Tobelbach entspringt auf etwa 580 m ü. NHN am Ostabhang des Bussen zwischen dem Dorf Offingen und dem Weiler Aderzhofen der Gemeinde Uttenweiler. Er fließt gewunden nordostwärts durch Aderzhofen und dann am Rand des Dorfes Uigendorf der Gemeinde Unlingen entlang. Danach, wieder auf Uttenweiler Gemeindegebiet, teilt er das Dorf Oberwachingen in zwei Teile.
Dann wechselt er in den Alb-Donau-Kreis über und durchzieht das Dorf Unterwachingen der gleichnamigen Gemeinde. Das folgende größere Dorf Emerkingen, Sitz der nächsten Gemeinde, liegt überwiegend rechtsseits. Sodann beginnt ein letzter, schnurgerader Gewässerabschnitt, auf dem er zuletzt die Flur der Gemeinde Rottenacker durchzieht. Dort fließt er dann auf etwa 500 m ü. NHN von links in den unteren Stehenbach ein, der selbst nur etwas über einem Kilometer weiter abwärts die Donau erreicht.
Der Tobelbach mündet nach 13,4 km langem Lauf mit mittlerem Sohlgefälle von etwa 6 ‰ rund 80 Höhenmeter unterhalb seines Ursprungs.

### Einzugsgebiet
Das Einzugsgebiet des Tobelbachs ist 19,1 km² groß. Sein mit 766,7 m ü. NHN höchster Punkt liegt westlich der Quelle auf dem Gipfel des Bussen. Das Gebiet ist überwiegend offen, seine Waldbestandteile liegen vor allem entlang der nordwestlichen Wasserscheide. Naturräumlich zählt es zu den Donau-Iller-Lech-Platte; der Oberlauf bis etwa Oberwachingen pendelt um die Grenze zwischen dessen Unterräumen Donau-Ablach-Platten rechtsseits und Hügelland der unteren Riß linksseits, danach tritt der Fluss in letzteres über, zu dem auch die flache und weite rechte Talebene der Donau gehört, in welcher der Tobelbach unterhalb von Emerkingen fließt.
Reihum grenzen die Einzugsgebiete der folgenden Nachbargewässer an:
- Jenseits der westlichen Wasserscheide beim Bussen nimmt die Kanzach den Abfluss zur anderen Seite auf, ein Zufluss der Donau oberhalb des Stehenbachs;
- im Nordwesten fließen nur kürzere Bäche zwischen Kanzach und Stehenbach zur Donau;
- im Osten und Südosten liegt Einzugsgebiet des Stehenbachs, der Zufluss erreicht diesen vor allem über seine langen linken Zuflüsse Reutibach und Mühlbach.